# Lilienfeld (Basse-Autriche)
Pour les articles homonymes, voir Lilienfeld.
Lilienfeld est une commune autrichienne du district de Lilienfeld en Basse-Autriche.

## Personnages célèbres
- Anton Pfeffer, footballeur
- Maximilian Stadler, compositeur et Abbé du monastère de 1786 à 1789